# シベリアヤツメ
シベリアヤツメ (Lethenteron reissneri) は、ヤツメウナギ目・ヤツメウナギ科に分類される淡水魚の一種。

## 分布
北海道、樺太、シベリアに分布する。

## 形態
全長15-23cm。
カワヤツメやスナヤツメと同じく、口の上縁に2本の上口歯板の歯がある。背鰭に黒色部はなく、尾鰭は黒味を帯びる。眼はスナヤツメより大きい。

## 生態
陸封性で、降海はしない。春に産卵する。